# الزراعة في أذربيجان

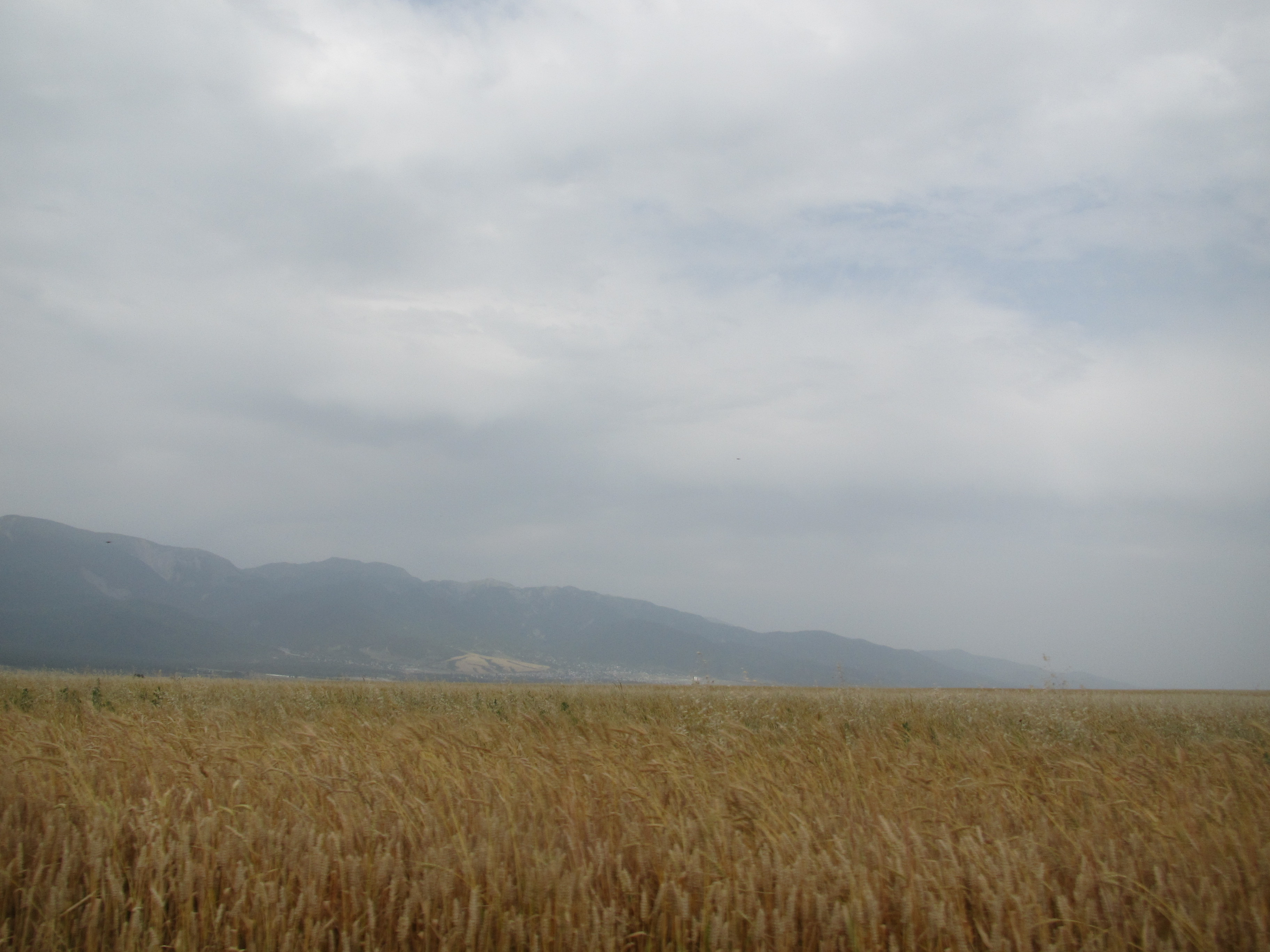

الزراعة في أذربيجان هي واحدة من قطاعات الاقتصاد التي تشكل جزءا من اقتصاد أذربيجان.ويمثل الناتج القومي الإجمالي في أذربيجان 5.7% (2012).

## تاريخي
في السنوات 1918-1920، تطور اقتصاد البلاد أكثر.وفي الفترة 1992-1995، انخفض الناتج الإجمالي للزراعة بنسبة 12 في المائة في المتوسط سنويا.وابتداء من عام 1996، نما هذا المؤشر باطراد، وفي عام 2015، بلغ النمو 6.6 في المائة.وفي كانون الثاني / يناير - حزيران / يونيه 2016، صدرت المنتجات الزراعية إلى مبلغ 190.2 مليون دولار.

## الحيوانات المنتجات القائمة على المشاريع
في يوليو من عام 2016، من أجل تحسين نوعية السيطرة على سلامة المنتجات القائمة على الحيوانات، عقد فحص عام وبالتالي 3573 كجم من اللحوم (البقر والأغنام والخنزير والطيور)، 5038 كجم من الأعضاء الداخلية الصغيرة والكبيرة قرون و 404 كجم من الأسماك، و 1489 كيلوغراما من الحليب ومنتجات الحليب، و 3935 بيضة تم تدميرها وفقا للقواعد الداخلية نظرا لعدم وجودها ضمن المعايير.وفي الوقت نفسه، أثناء التفتيش على سلامة الحيوانات في يوليو، تم العثور على 150 كجم لحم الخيل وتدميرها.

## الحصان تربية
وكان حوالي 7.5٪ من رفات بقايانصب أليكوكتيب في منطقة جليل أبادالحالية في أذربيجان في النصف الثاني من الألفية الرابعة عظام الحصان.

## إنتاج المحاصيل

### إنتاج البطاطا
وفي اتحاد الجمهوريات الاشتراكية السوفياتية، كانت زراعة البطاطس واحدة من المناطق الزراعية سيئة التطور في الجمهورية، وكان الطلب على هذا المنتج يدفع أساسا من بيلاروس وجمهورية الجمهوريات البلطيق وروسيا.إذا كانت البلد قد أنتج في عام 1990 185.2 ألف طن من البطاطا، بلغ في عام 2015 839.8 ألف طن.

### الحبوب
الحبوب هي واحدة من المناطق الزراعية التقليدية في أذربيجان.ووفقا ل 1909-1913 سنة، كان حجم إنتاج الحبوب في أذربيجان للفرد أعلى ب 2.5 مرة من المتوسط العالمي (233 كيلوغراما)، وهو أعلى ب 1.3 مرة من المتوسط في البلدان المتقدمة - ألمانيا وفرنسا والسويد (455 كجم).في الوقت الحالى ويعمل صندوق البذور التابع للدولة حاليا من أجل تعزيز الأمن الغذائي في البلد.

### إنتاج الشاي
تم زرع النهر في الأصل في عام 1912 في منطقة لانكران في أذربيجان.ولأول مرة تم بناء مصنع الشاي في عام 1937 في لانكران.وبعد ذلك بدأ الإنتاج الضخم من الشاي في أذربيجان.

### إنتاج التبغ
وفي عام 2016، زرع 500 2 هكتار من التبغ في أذربيجان، بما في ذلك 700 1 هكتار من "فرجينيا"، والباقي أصناف محلية.

### إنتاج قطن
منذ عام 1823 تم زرع القطن الشامل في غانجا، غويشاي، أغداش وناكشيفان.

### إنتاج الفاكهة
الفاكهة هي واحدة من المجالات المتخصصة للزراعة في أذربيجان.في أذربيجان، لمحاصيل الفاكهة، غوبا-خشماز، كور-أراز على الفواكه شبه الاستوائية الجافة (الرمان، سفرجل)الحمضيات (اليوسفي، البرتقال، فيجوا، الليمون) على لانكاران، المتخصصة.أكبر منطقة مثمرة في أذربيجان هي غوبا.

## إحصاءات في 2015-2016
| إنتاج                     | وحدة    | من يناير إلى يوليو 2016 | من يناير إلى يوليو 2015 | في السنة السابقة, % |
| لحم                       | ألف طن. | 263.6                   | 256.9                   | 102.6               |
| حليب                      | ألف طن. | 1168.8                  | 1144.8                  | 102.1               |
| بيضة                      | مليون   | 947.8                   | 898.0                   | 105.5               |
| صوف                       | ألف طن. | 15.9                    | 15.6                    | 101.6               |
| الخضروات                  | ألف طن. | 732.7                   | 765.4                   | 95.7                |
| البطاطس                   | ألف طن. | 577.2                   | 506.8                   | 113.9               |
| ثمار وحبة                 | ألف طن. | 180.1                   | 179.7                   | 100.2               |
| عنب                       | ألف طن. | 3.5                     | 3.2                     | 110.0               |
| إنتاج البطيخ              | ألف طن. | 343.2                   | 356.4                   | 96.3                |
| الحبوب والبقوليات المجففة | ألف طن. | 2816.0                  | 2783.3                  | 101.2               |
| عباد الشمس                | ألف طن. | 1.6                     | 1.4                     | 114.3               |
| أوراق الشاي الأخضر        | طن.     | 608.1                   | 363.6                   | 167.2               |
| تبغ                       | ألف طن. | 2.1                     | 1.5                     | 140.0               |
| شرنقة                     | ألف طن. | 70.7                    | 0.236                   | 299.6               |